# Johannes-Kepler-Preis
Der Johannes-Kepler-Preis ist ein Kulturpreis des Landes Oberösterreich. Namensgeber des vom Land Oberösterreich verliehenen Preises ist der Wissenschaftler Johannes Kepler, welcher von 1612 bis 1627 in Linz gelebt und gearbeitet hat. Die Dotierung beläuft sich auf 11.000 Euro (Stand 2021).

## Preisträger
- 1970: Georg Grüll
- 1974: Moriz Enzinger
- 1991: Rudolf Strasser
- 1997: Günther Bauer
- 2002: Anton Zeilinger[1]
- 2009: Heinz Engl[2]
- 2021: Roman Sandgruber[3]